# أويلتسن
أويلتسن (بالألمانية: Uelzen) هي مدينة تقع في ولاية ساكسونيا السفلى في شمال ألمانيا. يبلغ عدد سكانها حوالي 34.395 نسمة (2008).

## التاريخ
حتى 17 أبريل 1945 كان هناك معسكر اعتقال نازي في أولسن. وكان المخيم محتشد فرعي لمعسكر اعتقال نازي في «نيونغامي» (Neuengamme) .

## محطة القطار
تسمى المحطة هوندرت فاسر بانهوف (Hundertwasserbahnhof)، وهي محطة للقطارات في أولسن في الطرف الشرقي من لونيبورغ (Lüneburg) في شمال شرق ولاية سكسونيا السفلى. تم تجديد المحطة الأصلية لمعرض اكسبو 2000 في أعقاب خطط من قبل الفنان والمهندس المعماري النمساوي «فريدنسريش هوندرتفاسر»(Friedensreich Hundertwasser) .
وهي اليوم واحدة من مناطق الجذب السياحي في المدينة.

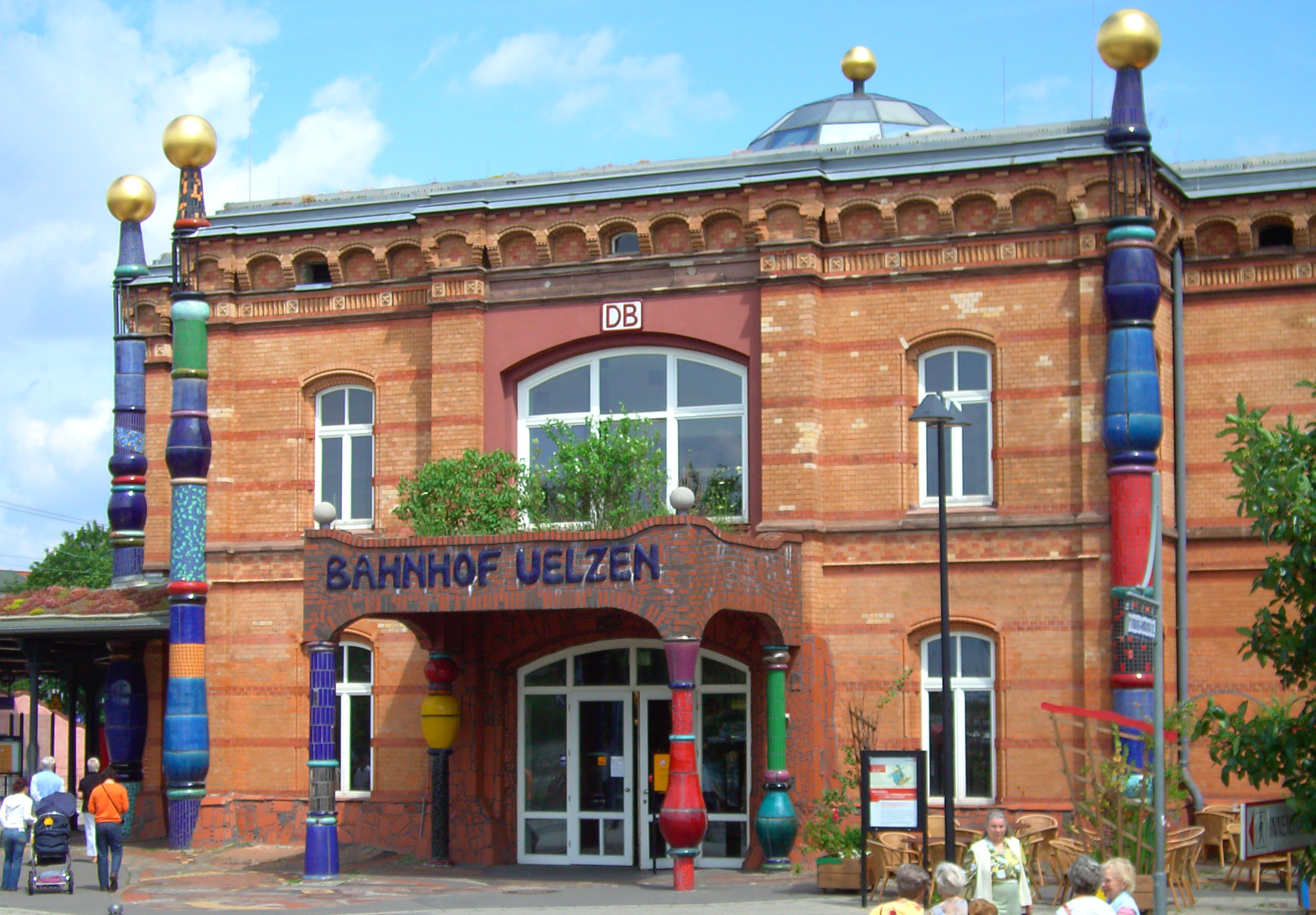
محطة"هندرتوسر"

## توأمة
لأويلتسن اتفاقيات توأمة مع كل من:
- كوبرين
- بارنستيبل [الإنجليزية]‏
- Tikaré, Burkina Faso [الإنجليزية]‏

## أعلام
- فريدريش كولاو
- سورين برترام
- ثيودور كوفمان
- غونتر شويغرمان
- إيبرهارد أوقست ويلهلم فون زيمرمان